# Charles Fiévez

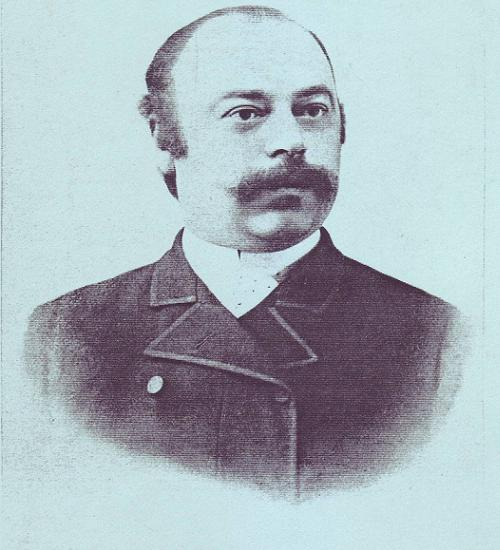
Charles Fiévez

Charles Fiévez (Brussel, 13 mei 1844 – Brussel, 2 februari 1890) was een astrofysicus in het Koninklijk Observatorium in Sint-Joost-ten-Node, Brussel.

## Levensloop
Na 1 jaar studie aan de Koninklijke Militaire School in Brussel trok hij naar de Ecoles Spéciales in Luik. Hij behaalde er het diploma van burgerlijk ingenieur. Hij keerde terug naar het leger in 1867, waar hij de artillerie organiseerde en technisch verder ontwikkelde. Hij had de graad van onderluitenant. Hij verliet het leger opnieuw in 1870 om te werken in de chemische industrie.
In 1877 startte hij een wetenschappelijke carrière bij het Koninklijk Observatorium van Brussel. Hij interesseerde zich in de astrofysica, een nieuwe discipline in de astronomie. Het Koninklijk Observatorium kocht een spectrometer voor hem. Fiévez studeerde bij Jules Janssen, astrofysicus in Parijs en trok naar het Astrofysisch Observatorium van Potsdam in Pruisen. Zijn eerste publicatie kwam er in 1880. Deze was getiteld Recherches sur l’intensité relative des raies spectrales de l’hydrogène et de l’azote, en rapport avec la constitution des nébuleuses. Fiévez werd docent astrofysica aan de Rijksuniversiteit Luik. Daarnaast kwam hij in contact met William Huggins, een autoriteit in het onderzoek van de astrofysica. Fiévez legde zich toe op het spectrum van magnesium en koolstof, de invloed van magnetische velden en het spectrum van zonlicht. Hij werd lid van de Italiaanse vereniging van spectroscopisten.
Fiévez zetelde als gemeenteraadslid in Schaarbeek.
Hij stierf in 1890.
- Gemeinsame Normdatei: 116501286
- International Standard Name Identifier: 0000 0000 8390 6852
- Library of Congress Control Number: n95103902
- Nationale Bibliotheek van Israël: 987007314610705171
- Nederlandse Thesaurus van Auteursnamen: 140456449
- Système universitaire de documentation: 166458082
- Virtual International Authority File: 67218663
- WorldCat: E39PBJfcMGGxvgxq4QWpgxrQbd